# 红泡刺藤
红泡刺藤（学名：Rubus niveus），一名白絨懸鉤子、钩撕刺藤、薅秧泡、白枝泡，为蔷薇科悬钩子属的植物。分布于泰国、克什米尔地区、尼泊尔、菲律宾、马来西亚、斯里兰卡、不丹、缅甸、阿富汗、印度、锡金、老挝以及中国大陆的西藏、陕西、云南、广西、四川、甘肃、贵州等地，生长于海拔500米至2,800米的地区，多生长于山谷河滩、疏林、山坡灌丛中和溪流旁，目前尚未由人工引种栽培。

## 异名
- Rubus incanus Sasaki ex Liu et Yang